# Wheeler (Wisconsin)
Wheeler es una villa ubicada en el condado de Dunn en el estado estadounidense de Wisconsin. En el Censo de 2010 tenía una población de 348 habitantes y una densidad poblacional de 164,86 personas por km².

## Geografía
Wheeler se encuentra ubicada en las coordenadas 45°2′28″N 91°53′59″O / 45.04111, -91.89972. Según la Oficina del Censo de los Estados Unidos, Wheeler tiene una superficie total de 2.11 km², de la cual 2.04 km² corresponden a tierra firme y (3.31%) 0.07 km² es agua.

## Demografía
Según el censo de 2010, había 348 personas residiendo en Wheeler. La densidad de población era de 164,86 hab./km². De los 348 habitantes, Wheeler estaba compuesto por el 96.26% blancos, el 1.72% eran afroamericanos, el 0% eran amerindios, el 0% eran asiáticos, el 0% eran isleños del Pacífico, el 0.29% eran de otras razas y el 1.72% pertenecían a dos o más razas. Del total de la población el 1.44% eran hispanos o latinos de cualquier raza.